# John Charles Wester
John Charles Wester (San Francisco, 5 novembre 1950) è un arcivescovo cattolico statunitense, dal 27 aprile 2015 arcivescovo metropolita di Santa Fe.

## Biografia
Monsignor John Charles Wester è nato a San Francisco, California, il 5 novembre 1950 da Charles e Helen Wester.

### Formazione e ministero sacerdotale
Dopo aver frequentato la scuola elementare della parrocchia di Nostra Signora della Misericordia a Daly City, ha studiato al Saint Joseph High School Seminary dal 1964 al 1968 e al Saint Joseph College Seminary dal 1968 al 1972 a Mountain View. Ha compiuto gli studi teologici per il sacerdozio al seminario "San Patrizio" di Menlo Park dal 1972 al 1976. Ha concluso gli studi con un Master of Divinity. Successivamente, ha ottenuto un master in teologia spirituale presso l'Università di San Francisco nel 1984 e un master in pastoral counseling presso l'Holy Names College di Oakland nel 1993.
Il 15 maggio 1976 è stato ordinato presbitero per l'arcidiocesi di San Francisco. In seguito è stato vicario parrocchiale della parrocchia di San Raffaele a San Rafael dal 1976 al 1979; insegnante dal 1979 al 1984, cappellano dal 1982 al 1984 e presidente dal 1984 al 1986 della Marin Catholic High School di Kentfield; assistente sovrintendente delle scuole cattoliche superiori dal 1986 al 1988, segretario personale e cerimoniere dell'arcivescovo John Raphael Quinn dal 1988 al 1993, parroco della parrocchia di Santo Stefano a San Francisco dal 1993 al 1997 e vicario episcopale per il clero dal 1997 al 1998.

### Ministero episcopale
Il 30 giugno 1998 papa Giovanni Paolo II lo ha nominato vescovo ausiliare di San Francisco e titolare di Lamiggiga. Ha ricevuto l'ordinazione episcopale il 18 settembre successivo dall'arcivescovo metropolita di San Francisco William Joseph Levada, co-consacranti l'arcivescovo emerito della stessa arcidiocesi John Raphael Quinn e il vescovo coadiutore di San Jose in California Patrick Joseph McGrath. Come ausiliare ha svolto il ruolo di moderatore della curia fino al 2003, di vicario generale e, dal 13 maggio 2005 al 15 febbraio 2006, di amministratore apostolico durante il periodo di sede vacante.
L'8 gennaio 2007 papa Benedetto XVI lo ha nominato vescovo di Salt Lake City. Ha preso possesso della diocesi il 14 marzo successivo con una messa nella cattedrale di Santa Maria Maddalena alla presenza dell'arcivescovo metropolita di San Francisco George Hugh Niederauer. Fra i partecipanti c'erano l'arcivescovo emerito di Los Angeles Roger Michael Mahony, l'arcivescovo emerito di Washington Theodore Edgar McCarrick, il nunzio apostolico Pietro Sambi, il vescovo di Spokane e presidente della Conferenza dei vescovi cattolici degli Stati Uniti William Stephen Skylstad, il governatore dello Utah Jon Huntsman, Jr., il sindaco di Salt Lake City Ross "Rocky" Anderson, il presidente della Chiesa di Gesù Cristo dei Santi degli Ultimi Giorni Thomas S. Monson e il vescovo della diocesi episcopaliana dello Utah Carolyn Tanner Irish.
Nell'aprile del 2012 ha compiuto la visita ad limina.
Il 27 aprile 2015 papa Francesco lo ha nominato arcivescovo metropolita di Santa Fe. Ha preso possesso dell'arcidiocesi il 4 giugno successivo. Il 29 dello stesso mese ha ricevuto dal papa il pallio. Il 5 ottobre 2015 il nunzio apostolico Carlo Maria Viganò glielo ha imposto nel corso di una celebrazione tenutasi nella basilica cattedrale San Francesco d'Assisi a Santa Fe.
In seno alla Conferenza dei vescovi cattolici statunitensi è presidente del comitato per le comunicazioni, membro della commissione episcopale per le vocazioni, presidente della Northern California Ch'an/Zen-Catholic Dialogue, consulente della sottocommissione per il dialogo interreligioso, membro del comitato per le migrazioni, membro del comitato per le pratiche pastorali, membro del comitato missionario mondiale, membro della sottocommissione per laici e delegato per i rapporti con l'Asia.
Oltre all'inglese, conosce lo spagnolo.

## Genealogia episcopale
La genealogia episcopale è:
- Cardinale Scipione Rebiba
- Cardinale Giulio Antonio Santori
- Cardinale Girolamo Bernerio, O.P.
- Arcivescovo Galeazzo Sanvitale
- Cardinale Ludovico Ludovisi
- Cardinale Luigi Caetani
- Cardinale Ulderico Carpegna
- Cardinale Paluzzo Paluzzi Altieri degli Albertoni
- Papa Benedetto XIII
- Papa Benedetto XIV
- Papa Clemente XIII
- Cardinale Bernardino Giraud
- Cardinale Alessandro Mattei
- Cardinale Pietro Francesco Galleffi
- Cardinale Giacomo Filippo Fransoni
- Cardinale Carlo Sacconi
- Cardinale Edward Henry Howard
- Cardinale Mariano Rampolla del Tindaro
- Cardinale Rafael Merry del Val y Zulueta
- Cardinale Giovanni Vincenzo Bonzano
- Arcivescovo Edward Joseph Hanna
- Arcivescovo John Joseph Cantwell
- Arcivescovo Joseph Thomas McGucken
- Cardinale Timothy Manning
- Cardinale William Joseph Levada
- Arcivescovo John Charles Wester

## Araldica
| Stemma | Titolare                                                | Descrizione |
|        | John Charles Wester Arcivescovo metropolita di Santa Fe | Lo stemma del reverendissimo John C. Wester riflette fede, devozione e unione con Cristo - e contiene i simboli del suo personale cammino di fede: il Sacro cuore di Gesù, Maria, la Madre di Dio, e le parole del Vangelo di San Giovanni evangelista. Il cuore circondato da spine e sormontato dalle fiamme è il tradizionale simbolo del Sacro Cuore di Gesù. Questo rappresenta la devozione personale di monsignor Wester verso il Sacro Cuore e il suo totale affidamento sull'amore ineffabile e insondabile di Cristo. Mentre la Chiesa prega durante l'Eucaristia, è in Cristo che viviamo, ci muoviamo e abbiamo il nostro essere. Inoltre era venerdì 19 giugno 1998, festa del Sacro Cuore, che l'arcivescovo Wester aveva ricevuto la notizia della chiamata del Santo Padre a diventare vescovo. La rosa rossa, o rosone, è un antico simbolo di Maria, la Rosa Mistica. La famiglia dell'arcivescovo Wester ha vissuto per molti anni nella parrocchia di Nostra Signora della Misericordia a Daly City, dove ha frequentato la scuola parrocchiale e ha approfondito la sua profonda devozione alla Madre di Dio, una devozione che ha avuto il suo inizio nella culla della sua casa dove il rosario era spesso pregato. Il libro dei Vangeli è aperto alle prime parole del Vangelo di San Giovanni Evangelista, patrono dell'arcivescovo Wester: In principio erat Verbum et Verbum erat apud Deum. (In principio era la Parola e la Parola era presso Dio.) L'arcivescovo Wester riconosce umilmente il suo desiderio di annunciare il Vangelo di Gesù Cristo a tutte le persone, in ogni momento e in ogni luogo. Seguendo la chiamata di Cristo, cerca di riflettere la luce di Cristo nel nostro mondo. L'uso pronunciato del blu e del verde testimonia l'eredità svedese e irlandese dell'arcivescovo Wester, e così onora suo padre e sua madre, Charles e Helen, i primi insegnanti del loro figlio nelle vie della fede e dell'amore. Il motto dell'arcivescovo Wester, "Abide in Christ", onora anche l'evangelista del quarto Vangelo ed è tratto dal discorso di Gesù nell'Ultima Cena in Giovanni 15: 4 "Rimanete in me e io in voi". L'uso della parola "rimanete" sottolinea il rapporto intimo e permanente che abbiamo con Cristo. Come i rami vivono solo se sono attaccati alla vite, così viviamo solo in unione con Cristo, l'Agnello di Dio. Tutto questo è visto anche nella parte sinistra dello stemma. Seguendo la tradizione anglosassone, il suo stemma personale è impalato con lo stemma della sua giurisdizione, in questo caso l'arcidiocesi di Santa Fe. Questo stemma è composto da un campo rosso su cui è esposta una croce d'oro che simboleggia la fede e che indica il nome della città, Santa Fe. Nel quarto in alto a sinistra creato dalla croce, vi è una torre tripla, detta di Castiglia. Dalla base di questo stemma emergono le braccia incrociate di Cristo e San Francesco d'Assisi, una rappresentazione classica di San Francesco, per onorare il titolare della cattedrale arcidiocesana e i missionari francescani che per primi evangelizzarono questa zona. Lo stemma dell'arcidiocesi è rosso e oro, i tradizionali colori spagnoli, a significare che l'area intorno a Santa Fe è stata, a lungo, una colonia spagnola. Il dispositivo è completato con gli ornamenti esterni che sono una croce processionale arcivescovile in oro (con due traverse), posta dietro allo scudo e che si estende sopra e sotto lo stesso, e un cappello chiamato galero, con dieci nappe, in quattro file, su entrambi i lati dello scudo, tutte in verde. Il pallio, che si vede sotto lo scudo, è il simbolo di un rapporto speciale con il papa ed esprime oltre al potere di metropolita, la comunione con la Chiesa di Roma. Il pallio è indossato dagli arcivescovi metropoliti, quelli che sovrintendono a una provincia ecclesiastica. Queste sono le insegne araldiche di un prelato del grado di arcivescovo, per ordine della Santa Sede del 31 marzo 1969. |